# Raymond Roques (aviateur)
Cet article concerne l'aviateur et Compagnon de la Libération français. Pour le député français, voir Raymond Roques (homme politique).
Raymond Roques (Dijon, 15 juin 1914 - Mort pour la France à Ben Gardane, le 23 avril 1943) est un militaire français, Compagnon de la Libération. Aviateur ralliant les forces françaises libres, il se distingue sur plusieurs front en Europe et en Afrique centrale et du nord. Devenu instructeur, il disparaît en mer lors d'un vol d'entraînement.

## Biographie

### Avant-guerre
Raymond Roques naît le 15 juin 1914 à Dijon (Côte-d'Or) où il fait ses études au lycée Carnot. Intégrant l'école polytechnique, il en sort en 1936 et choisit de servir dans l'aviation. Il suit donc une formation à l'école d'application de l'armée de l'air à Versailles
.

### Seconde Guerre mondiale
Raymond Roques est en poste sur la base de Francazal lorsqu'il entend l'appel du général de Gaulle. Décidant de poursuivre la lutte, il s'enfuit en avion le 22 juin 1940 en compagnie de Didier Béguin, René Casparius et Jacques-Henri Schloesing. Arrivé en Angleterre, il s'engage dans les forces françaises libres et est affecté au no 149 Squadron de la Royal Air Force avec lequel il participe à des missions de bombardement sur la Ruhr à bord d'un Vickers Wellington. Après six missions réalisées entre le 21 juillet et le 14 août, il est affecté au groupe Topic nouvellement créé et commandé par Jean Astier de Villatte.
Envoyé au Ghana en novembre 1940, le Topic renforcé devient Groupe réservé de bombardement no 1 et est envoyé en Afrique centrale afin d'y soutenir les troupes de la colonne Leclerc. Raymond Roques s'illustre lors de la bataille de Koufra et attire l'attention du général Leclerc lui-même. Par la suite, il est promu capitaine le 15 février 1941 et est chargé de réaliser des missions de liaison et de transport entre Bangui et Brazzaville. En septembre 1941, il est envoyé en Syrie dans les rangs du tout nouveau Groupe de bombardement Lorraine avec lequel, faisant équipe avec François Rozoy, il prend part à la campagne de Libye. De novembre 1941 à février 1942, Raymond Roques effectue 46 missions de guerre, étant blessé lors de l'une d'elles le 21 décembre. Détaché à la Royal Air Force en tant que convoyeur de mars à décembre 1942, il est ensuite intégré au Groupe de bombardement Bretagne basé au Tchad. Après plusieurs missions dans le ciel du Fezzan, il est déplacé en Tunisie avec le groupe Bretagne en avril 1943. Après 2 000 heures de vol dont 150 en vol de guerre, il est chargé de l'instruction des nouveaux pilotes.
Le 23 avril 1943, lors d'un vol d'entraînement de nuit à bord d'un Bristol Blenheim, Raymond Roques et son navigateur Marcel Finance disparaissent au-dessus de la Méditerranée au large de Ben Gardane. Le corps de Roques est rejeté sur le rivage une semaine plus tard et inhumé au cimetière français de Ben Gardane. En 1949, il est rapatrié et ré-inhumé à Talant en Côte-d'Or.

## Décorations
|  |  |  |  |  |  |
|  |  |  |  |  |  |

| Chevalier de la Légion d'Honneur                 | Chevalier de la Légion d'Honneur                 | Compagnon de la Libération                       | Compagnon de la Libération                                                             | Croix de Guerre 1939-1945                                                              | Croix de Guerre 1939-1945                                                              |
| Médaille de la Résistance française Avec rosette | Médaille de la Résistance française Avec rosette | Médaille de la Résistance française Avec rosette | Médaille coloniale Avec agrafes "Koufra", "Érythrée", "Libye" et "Fezzan-Tripolitaine" | Médaille coloniale Avec agrafes "Koufra", "Érythrée", "Libye" et "Fezzan-Tripolitaine" | Médaille coloniale Avec agrafes "Koufra", "Érythrée", "Libye" et "Fezzan-Tripolitaine" |